# سیارک ۱۱۲۸۲
سیارک ۱۱۲۸۲ (به انگلیسی: 11282 Hanakusa، نامگذاری:1989UY2) یازده هزار و دویست و هشتاد و دومین سیارک کشف شده‌است که در ۳۰ اکتبر ۱۹۸۹ کشف شد.
قدر مطلق سیارک برابر ۲۴.۵ است.